# دونت تراست ذا بي---- إن أبارتمينت 23
لا تثق في ذا بي---- في الشقة 23 (بالإنجليزية: Don't Trust the B---- in Apartment 23)‏ هو مسلسل سيتكوم ألفهُ ناهناتشكا خان وتم عرضهُ على هيئة الإذاعة الأمريكية من 11 أبريل 2012 إلى 15 يناير 2013 وثم عرضتهُ قناة إم بي سي 4 في 2014 وكان يتكون من موسمين وعدد حلقاته 26 وكان من بطولة كريستين ريتر ودريما ووكر وجيمس فان دير بيك وليزا لابيرا ومايكل بلايكلوك وإيريك أندريه.

## روابط خارجية
- دونت تراست ذا بي---- إن أبارتمينت 23 على موقع IMDb (الإنجليزية)
- دونت تراست ذا بي---- إن أبارتمينت 23 على موقع ميتاكريتيك (الإنجليزية)
- دونت تراست ذا بي---- إن أبارتمينت 23 على موقع روتن توميتوز (الإنجليزية)
- دونت تراست ذا بي---- إن أبارتمينت 23 على موقع نتفليكس (الإنجليزية)
- دونت تراست ذا بي---- إن أبارتمينت 23 على موقع كينوبويسك (الروسية)
- دونت تراست ذا بي---- إن أبارتمينت 23 على موقع ألو سيني (الفرنسية)
- دونت تراست ذا بي---- إن أبارتمينت 23 على موقع قاعدة بيانات الفيلم (الإنجليزية)